# Sclerogaster gastrosporioides
Sclerogaster gastrosporioides är en svampart som beskrevs av Pilát & Svrcek 1955. Sclerogaster gastrosporioides ingår i släktet Sclerogaster och familjen Sclerogastraceae.   Inga underarter finns listade i Catalogue of Life.